# Пярну
 Тази статия е за града в Естония.  За областта вижте Пярну (област).  За реката вижте Пярну (река).
Пя̀рну (на естонски: Pärnu; на немски: Pernau; на руски: Пярну; на полски: Parnawa) е град в Югозападна Естония, главен административен център на едноименната област Пярну.

## Географско разположение
Градът е разположен на брега на Рижкия залив и до устието на река Пярну. Разстоянието му от столицата Талин е 120 km, а от столицата на Латвия Рига е 190 km.

## Население
50 914 души към 1 януари 2020 г.

## Етнически състав
(2005)
- 75% – естонци
- 15% – руснаци
- 2% – украинци
- 1% – беларуси
- 1% – фини
- 6% – други

## Побратимени градове
- Йелгава, Латвия
- Хелсингбори, Швеция